# 2024 RIIZE FAN-CON TOUR 'RIIZING DAY'
「2024 RIIZE FAN-CON TOUR 'RIIZING DAY'」（2024 ライズ ファンコンツアー 'ライジング・デイ'）は、韓国の男性アイドルグループ・RIIZEのファンコンツアーである。

## 概要
本公演は、RIIZE初のファンコンサート。全世界10の国・地域で開催された。

## 背景
2024年4月3日、グループ初のファンコンツアーの開催を発表。
5月4日にツアーをスタート。韓国・ソウルを皮切りに、東京、ロサンゼルス、香港、台北、マニラなど全世界10の国・地域でファンコンツアーを開催。
5月11日・12日には、初の日本公演を国立代々木競技場第一体育館にて開催。本公演中、日本デビューと日本ホールツアーの開催が発表された。日本公演2日間の総動員数約2万4千人に対して、総応募数は50万件超え。チケット倍率20倍を超えるプレミア公演となった。また公演開催を記念して、フラッグと街頭BGMで渋谷センター街をジャックするイベントの開催や、人生4カットの記念フレームがオープンした。
9月13日 - 15日、ファンコンツアーのフィナーレ公演「2024 RIIZE FAN-CON ‘RIIZING DAY' FINALE in SEOUL」をKSPOドームにて開催。

## 日程
| 開催日                                           | 国           | 都市           | 会場                                         |
| ------------------------------------------------ | ------------ | -------------- | -------------------------------------------- |
| 5月4日                                           | 韓国         | ソウル         | 蚕室室内体育館                               |
| 5月5日                                           | 韓国         | ソウル         | 蚕室室内体育館                               |
| 5月11日                                          | 日本         | 東京           | 国立代々木競技場第一体育館                   |
| 5月12日                                          | 日本         | 東京           | 国立代々木競技場第一体育館                   |
| 5月15日                                          | メキシコ     | メキシコシティ | テアトロ・メトロポリタン                     |
| 5月20日                                          | アメリカ     | ロサンゼルス   | マイクロソフト・シアター                     |
| 6月1日                                           | 香港         | 香港           | アジアワールド・エキスポ                     |
| 6月15日                                          | 台湾         | 台北           | 新北市工商展覧中心                           |
| 7月14日                                          | フィリピン   | マニラ         | アラネタ・コロシアム                         |
| 7月20日                                          | シンガポール | シンガポール   | シンガポール・エクスポ                       |
| 7月27日                                          | タイ         | バンコク       | サンダードーム・スタジアム                   |
| 7月28日                                          | タイ         | バンコク       | サンダードーム・スタジアム                   |
| 8月31日                                          | インドネシア | ジャカルタ     | インドネシア・コンベンション・エキシビション |
| 2024 RIIZE FAN-CON ‘RIIZING DAY' FINALE in SEOUL |              |                |                                              |
| 9月13日                                          | 韓国         | ソウル         | KSPOドーム                                   |
| 9月14日                                          | 韓国         | ソウル         | KSPOドーム                                   |
| 9月15日                                          | 韓国         | ソウル         | KSPOドーム                                   |

## 放送・配信
5月のソウル公演2日間は、Beyond LIVE・Weverseで配信。また9月13日の公演は、日本を含め全世界にてライブビューイングが行なわれた。さらに同月15日最終日の模様は、Beyond LIVE・Weverseで配信。日本では、最終日公演がKNTVでも放送された。

## 2024 RIIZE FAN-CON 'RIIZING DAY' JAPAN HALL TOUR
「2024 RIIZE FAN-CON 'RIIZING DAY' JAPAN HALL TOUR」（2024 ライズ ファンコン 'ライジング・デイ' ジャパンホールツアー）は、韓国の男性アイドルグループ・RIIZEの日本ホールツアーである。

### 概要
本公演は、RIIZE初の日本ホールツアー。 全国9都市で計15公演開催された。

### 背景
5月11日のグループ初となる日本公演「2024 RIIZE FAN-CON 'RIIZING DAY' in TOKYO」にて、初の日本ホールツアーの開催を発表。
7月30日、日本ホールツアーをスタート。横浜公演を皮切りにスタートした同ツアーは、全国9都市15公演が開催された。また、7月に日本発売された1stミニアルバム『RIIZING』の購入者限定オフラインイベントとして、ライブ終演後にメンバー全員によるお見送り会が、日本ホールツアーの各会場にて行われた。
8月2日 - 28日、全国ツアーを記念するタイアップキャンペーン「RIIZE meets PARCO」を全国のPARCO16店舗で開催。
9月5日に日本1stシングル「Lucky」にて日本デビューしたRIIZEは、そのプロモーション活動が本ツアー期間中に行なわれていた。ツアー以外にも、夏フェスやイベント・音楽番組出演など、様々な日本活動を展開していたため、ツアーがスタートした7月末より約1ヶ月間、日本に滞在していた。

### 日程
| 開催日  | 国   | 都道府県 | 会場                                |
| ------- | ---- | -------- | ----------------------------------- |
| 7月30日 | 日本 | 神奈川   | パシフィコ横浜 国立大ホール         |
| 7月31日 | 日本 | 神奈川   | パシフィコ横浜 国立大ホール         |
| 8月3日  | 日本 | 大阪     | 大阪国際会議場 メインホール         |
| 8月4日  | 日本 | 大阪     | 大阪国際会議場 メインホール         |
| 8月8日  | 日本 | 宮城     | 仙台サンプラザホール                |
| 8月9日  | 日本 | 宮城     | 仙台サンプラザホール                |
| 8月11日 | 日本 | 群馬     | ベイシア文化ホール                  |
| 8月13日 | 日本 | 岡山     | 倉敷市民会館                        |
| 8月14日 | 日本 | 広島     | 広島文化学園HBGホール               |
| 8月20日 | 日本 | 熊本     | 熊本城ホール メインホール           |
| 8月21日 | 日本 | 福岡     | 福岡サンパレス                      |
| 8月22日 | 日本 | 福岡     | 福岡サンパレス                      |
| 8月25日 | 日本 | 愛知     | 名古屋国際会議場 センチュリーホール |
| 8月26日 | 日本 | 愛知     | 名古屋国際会議場 センチュリーホール |
| 8月27日 | 日本 | 愛知     | 名古屋国際会議場 センチュリーホール |

## セットリスト
1. Siren
2. ワン・シング（原曲：ワン・ダイレクション）
3. White Christmas（原曲：SUPER JUNIOR）
4. Love 119[注 2]
5. Get A Guitar
6. Honestly
7. Talk Saxy
8. 9 Days
9. Impossible

Encore
1. One Kiss
2. Memories

備考
- 上記セットリストは、ソウル公演のものである。
- 5月11日の東京公演を皮切りに、「ワン・シング」の後に「HAPPY! HAPPY! HAPPY!」が追加[3]。
- 7月14日のマニラ公演から、「Impossible」の後に「Boom Boom Bass」が追加[15]。

1. Siren
2. Same Key
3. Love 119 (Japanese Ver.)
4. Be My Next
5. Honestly
6. Talk Saxy
7. Get A Guitar
8. 9 Days
9. Impossible
10. Lucky
11. Boom Boom Bass

Encore
1. One Kiss
2. Memories

備考
- 上記セットリストは、横浜公演のものである。
なお、8月3日の大阪公演から、曲順が一部変更された[注 3]。
- 群馬・岡山・福岡公演では、「One Kiss」の歌唱中に客降りが行われた。

1. Siren
2. Love 119
3. Get A Guitar
4. Honestly
5. Be My Next
6. Lucky
7. Memories
8. Combo
9. Rising Sun（原曲：東方神起）
10. Talk Saxy
11. 9 Days
12. Impossible
13. Boom Boom Bass

Encore
1. Same Key
2. HAPPY! HAPPY! HAPPY!
3. One Kiss